# کارکس لاکوستریس
کارکس لاکوستریس (نام علمی: Carex lacustris) نام یک گونه از سرده جگن است.